# David Heyman
David Jonathan Heyman (sinh ngày 26 tháng 7 năm 1961), thường được biết đến với tên gọi David Heyman, là một nam doanh nhân kiêm nhà sản xuất điện ảnh người Anh.
Là người sáng lập kiêm chủ tịch của Heyday Films, ông được biết đến nhiều nhất với tư cách là nhà sản xuất của loạt phim Harry Potter, bên cạnh đó ông còn sản xuất một số bộ phim khác như Sinh vật huyền bí và nơi tìm ra chúng, Chú gấu Paddington, Cuộc chiến không trọng lực, Chuyện ngày xưa ở... Hollywood và Câu chuyện hôn nhân.
Với các tác phẩm Cuộc chiến không trọng lực, Chuyện ngày xưa ở... Hollywood, Câu chuyện hôn nhân và Barbie, ông đã có bốn lần được đề cử cho giải Oscar ở hạng mục Phim hay nhất.

## Danh sách phim

### Phim điện ảnh
Dưới đây là danh sách những bộ phim do ông làm nhà sản xuất, ngoại trừ ba bộ phim ông làm giám đốc sản xuất.
| Năm  | Phim                                              | Vai trò           | Ref.        |
| ---- | ------------------------------------------------- | ----------------- | ----------- |
| 1992 | Juice                                             |                   |             |
| 1994 | The Stoned Age                                    |                   |             |
| 1996 | The Daytrippers                                   | Giám đốc sản xuất |             |
| 1999 | Ravenous                                          |                   |             |
| 2001 | Harry Potter and the Philosopher's Stone          |                   |             |
| 2002 | Harry Potter and the Chamber of Secrets           |                   |             |
| 2004 | Taking Lives                                      | Giám đốc sản xuất |             |
| 2004 | Harry Potter and the Prisoner of Azkaban          |                   |             |
| 2005 | Harry Potter and the Goblet of Fire               |                   |             |
| 2007 | Harry Potter and the Order of the Phoenix         |                   |             |
| 2007 | Thành phố chết                                    |                   |             |
| 2008 | The Boy in the Striped Pyjamas                    |                   |             |
| 2008 | Is Anybody There?                                 |                   |             |
| 2008 | Yes Man                                           |                   |             |
| 2009 | Harry Potter and the Half-Blood Prince            |                   |             |
| 2010 | Harry Potter and the Deathly Hallows – Part 1     |                   |             |
| 2011 | Harry Potter and the Deathly Hallows – Part 2     |                   |             |
| 2013 | We're the Millers                                 | Giám đốc sản xuất |             |
| 2013 | Cuộc chiến không trọng lực                        |                   |             |
| 2014 | Testament of Youth                                |                   |             |
| 2014 | Paddington                                        |                   |             |
| 2016 | Ánh đèn giữa hai đại dương                        |                   |             |
| 2016 | Sinh vật huyền bí và nơi tìm ra chúng             |                   |             |
| 2017 | Paddington 2                                      |                   | [ 5 ] [ 6 ] |
| 2018 | Sinh vật huyền bí: Tội ác của Grindelwald         |                   |             |
| 2019 | Chuyện ngày xưa ở... Hollywood                    |                   |             |
| 2019 | Câu chuyện hôn nhân                               |                   |             |
| 2020 | The Secret Garden                                 |                   |             |
| 2022 | Sinh vật huyền bí: Những bí mật của Dumbledore    |                   | [ 7 ]       |
| 2022 | White Noise                                       |                   |             |
| 2023 | Wonka                                             |                   |             |
| 2023 | Nàng Barbie                                       |                   |             |
| CTB  | ACME                                              |                   | [ 8 ]       |
| CTB  | Attack on Titan                                   |                   | [ 9 ]       |
| CTB  | Temple Run                                        |                   |             |
| CTB  | The Curious Incident of the Dog in the Night-Time |                   |             |
| CTB  | The History of Love                               |                   |             |
| CTB  | The Queen of the Tearling                         |                   |             |
| CTB  | Warriors                                          |                   | [ 10 ]      |

Diễn viên
| Năm  | Phim                                          | Vai diễn                  | Ghi chú    |
| ---- | --------------------------------------------- | ------------------------- | ---------- |
| 1970 | Bloomfield                                    | Eldad                     |            |
| 1998 | Cookin'                                       | Pinot NOir                | Short film |
| 1999 | Ravenous                                      | Mr. Janus                 |            |
| 2000 | Whipped                                       | Suit                      |            |
| 2006 | Heartless                                     | Ted                       | Short film |
| 2007 | Harry Potter and the Order of the Phoenix     | Healer in Portrait        | Uncredited |
| 2011 | Harry Potter and the Deathly Hallows – Part 2 | Dining Wizard in Painting | Uncredited |

Đặc biệt
| Năm  | Phim              | Vai trò           |
| ---- | ----------------- | ----------------- |
| 2004 | My Summer of Love | Chân thành cảm ơn |

### Phim truyền hình
| Năm  | Phim                         | Vai trò           | Ghi chú          |
| ---- | ---------------------------- | ----------------- | ---------------- |
| 1994 | Blind Justice                |                   | Phim truyền hình |
| 2005 | Threshold                    | Giám đốc sản xuất |                  |
| 2010 | Awkward Situations for Men   | Giám đốc sản xuất | Phim truyền hình |
| 2011 | Page Eight                   |                   | Phim truyền hình |
| 2013 | The Thirteenth Tale          |                   | Phim truyền hình |
| 2014 | Turks & Caicos               | Giám đốc sản xuất | Phim truyền hình |
| 2014 | Salting the Battlefield      | Giám đốc sản xuất | Phim truyền hình |
| 2018 | The Long Song                | Giám đốc sản xuất |                  |
| 2019 | The InBetween                | Giám đốc sản xuất |                  |
| 2019 | The Capture                  | Giám đốc sản xuất |                  |
| 2020 | The Adventures of Paddington | Giám đốc sản xuất |                  |
| 2021 | Clickbait                    | Giám đốc sản xuất |                  |